# Kinoksalin
Kinoksalin je aromatski cikloalkan. Empirijska formula mu je C8H6N2. 